# El artista y la modelo
El artista y la modelo is een Spaanse film uit 2012, geregisseerd door Fernando Trueba.

## Verhaal
In de zomer van 1943, in een plaats van bezet Frankrijk, niet ver van de Spaanse grens, woont een oude en beroemde beeldhouwer. Hij is het leven beu. Zijn wens om weer aan het werk te gaan komt uit, wanneer hij de jonge Spaanse Mercè ontmoet, die is ontsnapt uit een vluchtelingenkamp.

## Rolverdeling
| Acteur             | Personage |
| ------------------ | --------- |
| Jean Rochefort     | Marc Cros |
| Aida Folch         | Mercè     |
| Claudia Cardinale  | Léa       |
| Götz Otto          | Werner    |
| Chus Lampreave     | María     |
| Christian Sinniger | Émile     |
| Martin Gamet       | Pierre    |
| Mateo Deluz        | Henri     |

## Ontvangst

### Recensies
Op Rotten Tomatoes geeft 70% van de 43 recensenten de film een positieve recensie, met een gemiddelde score van 6,43/10. Metacritic komt tot een score van 53/100, gebaseerd op 18 recensies.

### Prijzen en nominaties
Een selectie:
| Jaar | Evenement                       | Categorie                            | Genomineerde                                              | Resultaat   |
| ---- | ------------------------------- | ------------------------------------ | --------------------------------------------------------- | ----------- |
| 2012 | San Sebastián (60ste editie)    | Gouden Schelp voor beste film        | El artista y la modelo                                    | Genomineerd |
| 2012 | San Sebastián (60ste editie)    | Zilveren Schelp voor beste regisseur | Fernando Trueba                                           | Gewonnen    |
| 2013 | Premios Goya (27ste uitreiking) | Beste film                           | El artista y la modelo                                    | Genomineerd |
| 2013 | Premios Goya (27ste uitreiking) | Beste regisseur                      | Fernando Trueba                                           | Genomineerd |
| 2013 | Premios Goya (27ste uitreiking) | Beste acteur                         | Jean Rochefort                                            | Genomineerd |
| 2013 | Premios Goya (27ste uitreiking) | Beste actrice                        | Aida Folch                                                | Genomineerd |
| 2013 | Premios Goya (27ste uitreiking) | Beste vrouwelijke bijrol             | Chus Lampreave                                            | Genomineerd |
| 2013 | Premios Goya (27ste uitreiking) | Beste origineel scenario             | Fernando Trueba, Jean-Claude Carrière                     | Genomineerd |
| 2013 | Premios Goya (27ste uitreiking) | Beste camerawerk                     | Daniel Vilar                                              | Genomineerd |
| 2013 | Premios Goya (27ste uitreiking) | Beste montage                        | Marta Velasco                                             | Genomineerd |
| 2013 | Premios Goya (27ste uitreiking) | Beste artdirector                    | Pilar Revuelta                                            | Genomineerd |
| 2013 | Premios Goya (27ste uitreiking) | Beste productiemanager               | Angélica Huete                                            | Genomineerd |
| 2013 | Premios Goya (27ste uitreiking) | Beste geluid                         | Pierre Gamet, Nacho Royo-Villanova, Eduardo García Castro | Genomineerd |
| 2013 | Premios Goya (27ste uitreiking) | Beste kostuums                       | Lala Huete                                                | Genomineerd |
| 2013 | Premios Goya (27ste uitreiking) | Beste grime en haarstijl             | Sylvie Imbert, Noé Montes                                 | Genomineerd |